# Fletcher Peninsula
Fletcher Peninsula är en udde i Antarktis. Den ligger i Västantarktis. Chile gör anspråk på området.
Terrängen inåt land är lite kuperad.  Trakten är obefolkad. Det finns inga samhällen i närheten.